# Уњичов
Уњичов (чеш. Uničov) град је у Чешкој Републици, у оквиру историјске покрајине Моравске. Уњичов је град је у оквиру Оломоучког краја, где припада округу Оломоуц.

## Географија
Уњичов се налази у источном делу Чешке републике. Град је лежи 240 км источно од главног града Прага и 25 км северно од крајског седишта, града Оломоуца.
Град Уњичов је смештен у северном делу историјске покрајине Моравске. Надморска висина града је око 250 метара, а подручје око града је долинско.

## Историја
Подручје Уњичова било је насељено још у доба праисторије. Насеље се под данашњим називом први пут у писаним документима спомиње у 1213. године као словенско насеље. Насеље одмах добило градска права, па тако Уњичов спада у најстарије градове на тлу Чешке републике.
Године 1919. град Уњичов је постао део новоосноване Чехословачке. У време комунизма град је нагло индустријализован, па је дошло до наглог повећања становништва. После осамостаљења Чешке дошло је до опадања активности тешке индустрије.

## Становништво
Уњичов данас има око 12.000 становника и последњих година број становника у граду лагано опада. Поред Чеха у граду живе и Роми.

## Галерија
- Градска католичка црква
- Моделска капија
- Богородичин стуб на главном тргу